# Chieming
Chieming è un comune tedesco di 4 513 abitanti, situato nel land della Baviera.